# Ezri Konsa
Ezri Konsa Ngoyo (ur. 23 października 1997 w Newham) – angielski piłkarz występujący na pozycji obrońcy w Aston Villi.